# Gonzalo Villar
Gonzalo Villar del Fraile (Murcia, 23 maart 1998) is een Spaans voetballer die doorgaans als middenvelder speelt. Hij verruilde AS Roma in augustus 2023 voor Granada. Villar debuteerde in 2021 in het Spaans voetbalelftal.

## Clubcarrière
Villar speelde in de jeugd voor Elche en Valencia en daarna ook in de tweede teams van allebei die clubs. Elche haalde hem in juli 2018 voor de derde keer binnen, alleen deze keer voor de hoofdmacht. Hiervoor speelde hij in de volgende anderhalf jaar 35 wedstrijden in de Segunda División.
Villar verruilde Elche in januari 2020 voor AS Roma. Zodoende debuteerde hij in februari 2020 op het hoogste niveau, tijdens een wedstrijd in de Serie A tegen Sassuolo. Hij mocht dat seizoen ook meteen debuteren in een Europees toernooi, de Europa League. Villar was in zijn eerste halfjaar in Italië vooral invaller, maar stond in 202/21 meer dan twintig keer in de basis. Toen coach Paulo Fonseca in mei 2021 werd opgevolgd door José Mourinho verdwenen zijn kansen op speeltijd. Na een halfjaar zonder een minuut in de Serie A, verhuurde AS Roma Villar in januari 2021 aan Getafe, in augustus 2022 aan Sampdoria en in januari 2023 opnieuw aan Getafe. Hier kwam hij wel weer aan spelen toe. Villar verliet Rome in augustus 2023 definitief en tekende voor vier jaar bij Granada, dat in het voorgaande seizoen promoveerde naar de Primera División.

## Interlandcarrière
Villar maakte deel uit van Spanje –21, waarmee hij de halve finale haalde op het EK –21 van 2021. Hij debuteerde op 8 juni 2021 in het Spaans voetbalelftal. Bondscoach Luis de la Fuente gaf hem toen een basisplaats in een met 4–0 gewonnen oefeninterland tegen Litouwen.